# Алваро Солер
Алваро Таучерт Солер (шп. Álvaro Tauchert Soler; Барселона, 9. јануар 1991) шпански је поп и поп-фолк певач и текстописац.

## Биографија
Солер је рођен у Барселони, престоници Каталоније, у мешовитој немачко-шпанско-белгијској породици. Као десетогодишњи дечак са родитељима се преселио у Јапан где је живео све до своје 17. године када се породица вратила у Барселону. Током боравка у Јапану похађао је часове клавира. Након повратка у Шпанију 2010. са братом и још неколицином другова оснива инди-поп бенд Urban Lights са којим наступа у локалним клубовима.
Током 2014. напушта бенд, пресељава се у Берлин где започиње соло каријеру. У априлу 2015. објављује свој дебитантски сингл El mismo sol који наилази на одличан пријем код публике, посебно у Италији, Пољској и Швајцарској где заузима прва места на топ листама и доноси му статус двоструког платинастог издања. За северноамеричко тржиште урађена је верзија песме са Џенифер Лопез. Два месеца касније објављује први студијски албум Eterno Agosto у издању Јуниверсал мјузика, који му је донео велику популарност.
Током 2016. објављује сингл Sofia који за кратко време заузима водеће позиције на топ-листама широм Европе. Исте године изабран је за једног од судија у десетој сезони италијанске верзије музичког талент такмичења X Factor.
У лето 2018. објављује сингл La Cintura као најаву другог студијског албума Mar de Colores.